# Michael Drayer
Michael Drayer, né le 19 mars 1986 à Staten Island, est un acteur américain.

## Filmographie
- 2007 : August Rush : Mannix
- 2008 : The Wrestler
- 2010 : White Irish Drinkers : Dennis
- 2013 : All Is Bright : Bobby
- 2014 : God's Pocket : Danny
- 2014 : Before I Disappear : Jordan
- 2015 : Condemned : Officer Thomas
- 2016 : Nerve : Officer McMillan
- 2017 : Sidney Hall : Max

### Télévision
- 2004 : New York 911 : Tony Terror
- 2005 : Jonny Zéro : White Kid
- 2005 : New York, unité spéciale (saison 6, épisode 15) : Nicky Sims
- 2006 : New York, unité spéciale (saison 8, épisode 7) : Shawn
- 2007 : Les Soprano : Jason Parisi
- 2008 : New York, section criminelle : Jamie Stephens
- 2009 : New York, police judiciaire : Kyle Chase
- 2009 : The Unusuals : Ralph Chapelle
- 2009 : Mercy Hospital : Dale
- 2010 : Royal Pains : Policeman
- 2010 : Louie : Sean
- 2011 : Person of Interest : Anton O'Mara
- 2012 : NYC 22 : Jerry Williams
- 2012 : Made in Jersey : Albert Garretti
- 2013 : Following : Rick Kester
- 2013 : Double Jeu : Gabe
- 2014 : Believe : Pat 'Patty' Farnsworth
- 2015 : Aquarius : Jimmy Too Butano
- 2015 : Mr. Robot : Cisco
- 2015 : Sneaky Pete : Eddie
- 2016 : Blue Bloods : Marcus Beale
- 2016 : Shades of Blue : Joaquin Foster
- 2016 : Vinyl : Detective Renk
- 2016 : Difficult People : James
- 2017 : Timeless : Harry Houdini
- 2022 : New York, crime organisé : Kenny Kyle (saison 3)